# Zastava Florida
Застава Флорида (також відомий як Yugo Sana, Yugo Miami або Yugo Florida) - п'ятидверний хетчбек сербської компанії Застава. Дизайн Florida розробив Джорджетто Джуджаро. Автомобіль випускався в Сербії (Zastava) і в Єгипті (Nasr). Єгипетська версія відрізнялася від сербської тільки ґратами радіатора. Основними конкурентами Florida були Dacia Solenza, Dacia Logan, Lada 112 та інші подібні автомобілі. У листопаді 2008 року на заводі в Крагуєвац був зроблений останній примірник Застави Флорида.

## Двигуни
- 1,1 л 60 к.с.
- 1,3 л 68 к.с.
- 1,4 л 70 к.с.
- 1,6 л 83 к.с.
- 1,6 л 95 к.с. (Peugeot)